# Ricardo de Sá
Ricardo Correia de Sá (* 18. Januar 1989 in Lissabon, Portugal) ist ein portugiesischer Schauspieler und Sänger.
In Portugal ist er vor allem als Fernseh-, Theater- und Filmschauspieler, Musicaldarsteller und Popsänger mit drei Alben bekannt.
Seinen Durchbruch als Schauspieler hatte er 2009, als er in der 7. und 8. Staffel der in ganz Portugal bekannten Serie Morango com Açucar den Komiker Leon spielte.
In einem Film spielte er an der Seite von Diogo Infante und war in Stücken/Werken von Chico Buarque und Bernardo Santareno zu sehen.
Er erhielt einen Preis für seine schauspielerischen Leistungen in Morangos com Açucar und von der Handelskette Fnac als Nachwuchsschauspieler.

## Filmografie (Auswahl)
- 2006: Distortion; Regie: Kirk Fogg
- 2008: T2 para 3, Serie
- 2009: How to Draw a Perfect Circle; Regie: Marco Martins
- 2009–2011: Morangos com Açúcar, Staffeln 7 und 8, Serie
- 2012: Morangos Com Açúcar – O Filme, Kinofilm
- 2012: Os Abutres (Fernsehfilm); Regie: António Borges Correia, Rodrigo Duvens Pinto
- 2012–2013: Doce Tentação, Telenovela
- 2014: Água de Mar, Telenovela
- 2015–2017: A Única Mulher, Telenovela
- 2017: O Fim da Inocência; R: Joaquim Leitão
- 2020: Terra Nova (nach einem Roman von Bernardo Santareno), Spielfilm, auch TV-Mehrteiler
- 2021–2022: Para Sempre, Telenovela